# Терлецкий, Валентин Михайлович
Валентин Михайлович Терлецкий (укр. Валентин Михайлович Терлецький; 21 февраля 1916, Киев — 20 октября 1979, там же) — советский партийный деятель и учёный-правовед и историк, специалист в области теории и истории государства и права и истории советского общества, доктор исторических наук (1967), профессор (1968). Лауреат Государственной премии Украинской ССР в области науки и техники (1981, посмертно). Участник Великой Отечественной войны.

## Биография
Родился 8 (21) февраля 1916 года в Киеве, в семье рабочих.
В 1937 году начал деятельность в рядах ВЛКСМ, а уже в следующим году стал членом ВКП (б). В том же году начал службу в Красной армии, занимался партийной работой.
Принимал участие в боях Великой Отечественной войны, был удостоен пяти орденов и медали. Закончил войну в звании гвардии майора.
В 1945 году перешёл с работы в партийном аппарате, на комсомольскую и занял должность первого секретаря Киевского областного комитета комсомола. В 1948 году вернулся на партийную работу и стал Киевском областном комитете КПУ.
В 1949 году Валентин Михайлович окончил юридический факультат Киевского университета.
В 1958 году стал старшим научным сотрудником Сектора государства и права АН УССР, и с того же года параллельно являлся ответственным секретарем Главной редакции Украинской советской энциклопедии (находился в должности до 1967 года).
В 1967—1968 годах был заведующим отдела проблем советского строительства Сектора государства и права АН УССР.
В 1968—1972 годах был главным редактором журнала «Коммунист Украины» (укр. «Комуніст України»).
В 1972—1978 годах вновь был заведующим отдела проблем советского строительства Института государства и права АН УССР.
В 1978 году стал профессором Института повышения квалификации преподавателей общественных наук при Киевском университете имени Т. Г. Шевченко.
Скончался 20 октября 1979 года в Киеве. Похоронен на Байковом кладбище.

## Научная деятельность
Занимался исследованием проблем теории и истории государства и права, а также истории советского общества.
В 1967 году защитил диссертацию на соискание учёной степени доктора исторических наук, а в 1968 году получил учёное звание профессора.

## Награды
Валентин Михайлович Терлецкий был удостоен следующих наград и премий:
- Государственная премия Украинской ССР в области науки и техники (1981, посмертно[3]);
- два ордена Красного Знамени (22 января 1945[4] и 15 мая 1945[5])[1];
- два ордена Трудового Красного Знамени[1];
- орден Отечественной войны I степени (1 октября 1943[6]) и II степени (23 марта 1944[7]);
- орден Красной Звезды (2 апреля 1943[8]);
- медаль «За боевые заслуги» (29 августа 1942[9]);
- медаль «За взятие Берлина» (9 июня 1945[10]).